# Brissago-Inseln
Die Brissago-Inseln (italienisch Isole di Brissago) liegen auf der Schweizer Seite des Langensees, etwa 2,5 km nordöstlich von Brissago, zu dessen Gemeindegebiet sie gehören, und 3,5 km südwestlich von Ascona. Bis zum Ort Porto Ronco, von wo aus die Inseln per Shuttle-Boot erreicht werden können, ist es rund ein Kilometer.

## Geographie und Klima
San Pancrazio (auch Isola Grande genannt) ist die grössere der beiden Inseln und beherbergt einen botanischen Garten. Die kleinere Insel, Isolino, Isola Piccola oder Isola di Sant’Apollinare genannt, ist weitgehend naturbelassen.
Auf den Brissago-Inseln herrscht insubrisches Klima, das heisst, es gibt viele Niederschläge, jedoch ebenso viele Sonnenstunden, und die Jahresmitteltemperatur ist mit rund 14 °C dementsprechend hoch. Damit haben die Inseln mit Abstand das wärmste Klima der Schweiz. In der Folge gedeihen verschiedenste Palmen- und Pflanzenarten, die sonst nicht auf diesen Breitengraden vorkommen, ausserdem gibt es keine Eistage auf den Inseln.

## Geschichte
Die Inseln waren spätestens seit der Römerzeit besiedelt. Archäologische Funde befinden sich heute in Locarno im Museum. Im Mittelalter standen hier zwei Kirchen. Die Inselbewohner erreichten zeitweilig eine gewisse Autonomie gegenüber den Herren Mailands und später gegenüber der Eidgenossenschaft. Um 1875 sollte auf den Inseln eine Dynamitfabrik errichtet werden, die das Nitroglycerin für den Bau des Gotthardtunnels liefern sollte. Es kam jedoch nur zu Vorarbeiten.
Die Inseln standen von 1885 bis 1927 im Besitz der deutsch-russischen Baronin Antoinette de Saint Léger, welche dort ein grosses Haus und Parkanlagen mit subtropischen Pflanzen errichten liess – den Grundstein des heutigen botanischen Gartens. Als sie 1927 durch gewagte Spekulationen wirtschaftlich am Ende war, verkaufte sie die Inseln an den deutschen Warenhausmillionär und Kunstsammler Max Emden. Er liess die Gärten erneuern und die bestehenden Bauwerke im Wesentlichen abtragen. Unter der Leitung des Berliner Architekten Alfred Breslauer wurde eine Villa im neoklassizistischen Stil mit Orangerie und römischen Bad errichtet. Max Emden starb 1940. Alleinerbe wurde sein Sohn Hans Erich Emden, der – nachdem als Jude aus Deutschland ausgebürgert – nach Chile emigriert war. Er verkaufte die Inseln 1949 für rund 700'000 Franken an den Kanton Tessin, der sie als botanischen Garten für die Öffentlichkeit zugänglich machte. Eigentümer sind heute neben dem Kanton Tessin die Gemeinden Ascona, Brissago und Ronco sopra Ascona.

## Sehenswürdigkeiten
- romanische Kirche Sant’Apollinare, auf Isolino[8]
- kantonaler botanischer Garten[9][8]
- mittelalterliche Kultgebäude[10][8]
- Villa Emden[8][11]

## Bilder

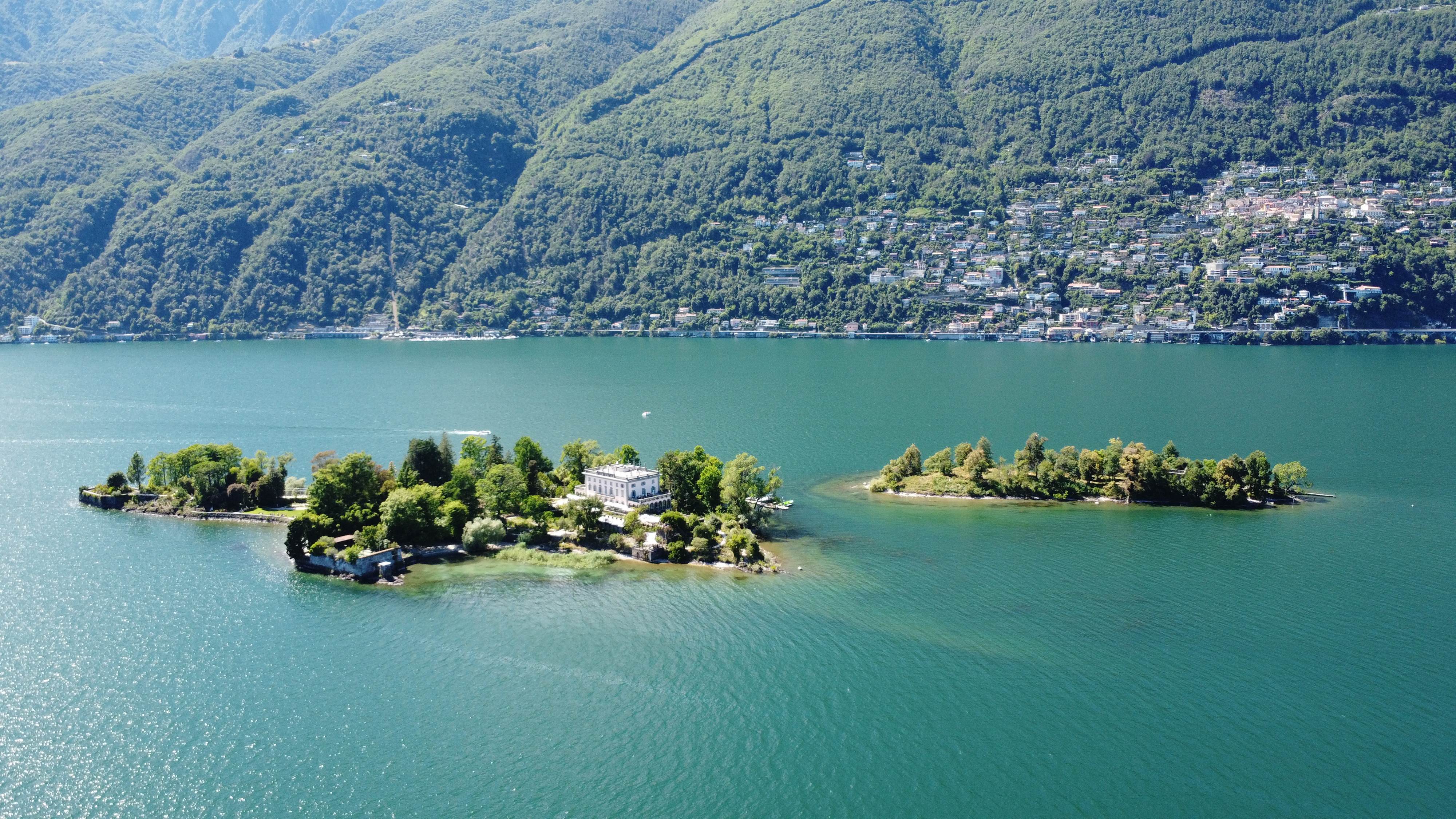
Die Inseln von Osten her gesehen, im Hintergrund das Schweizer Ufer
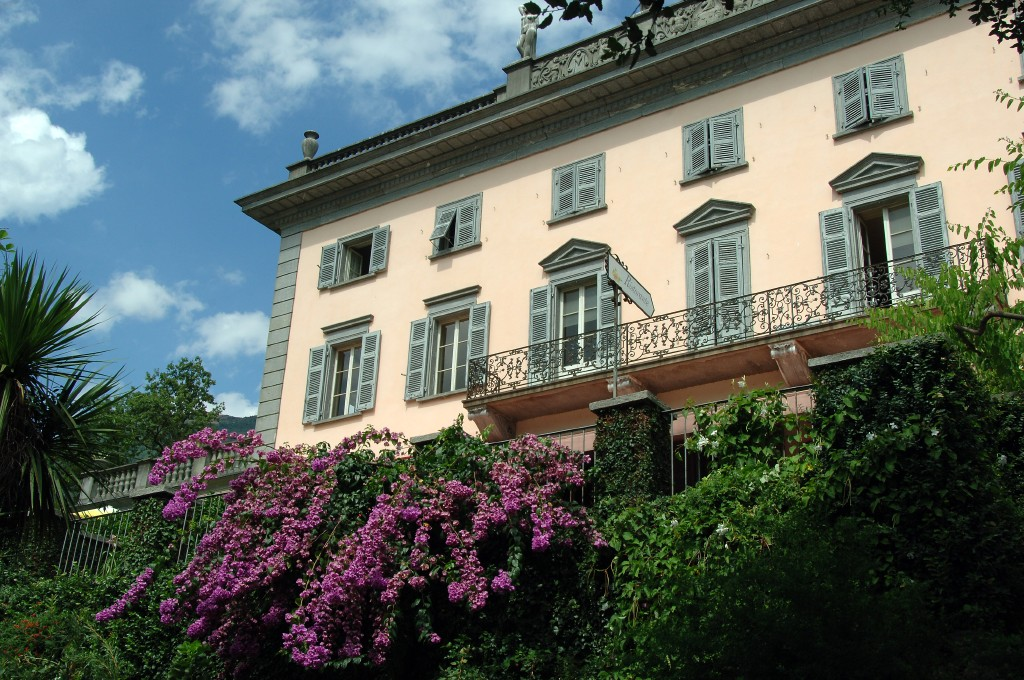
Villa Emden
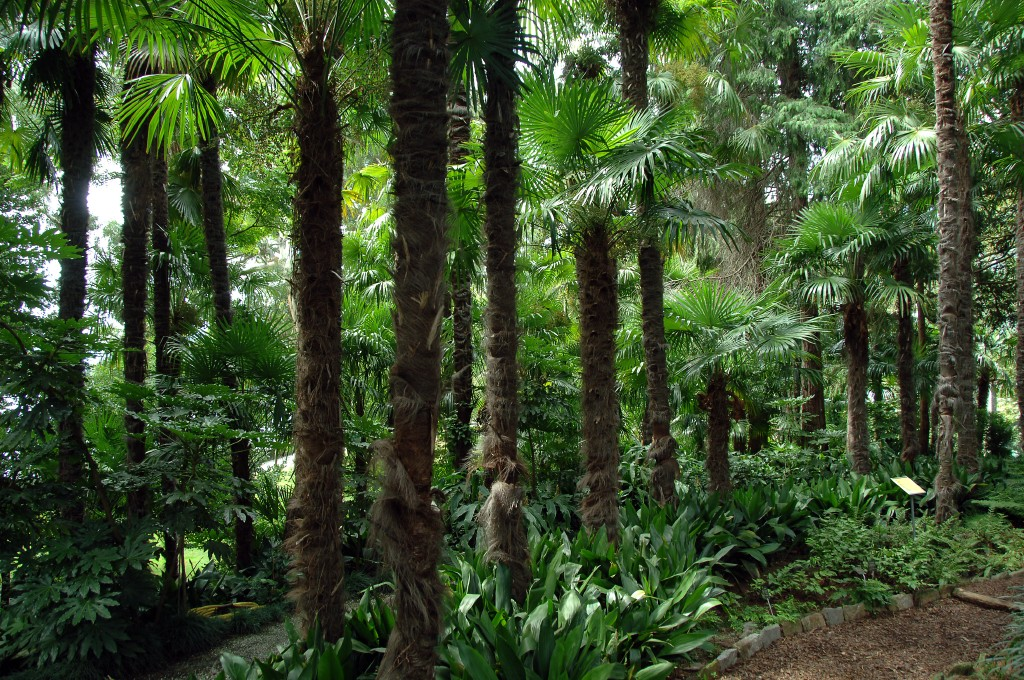
Palmenwald
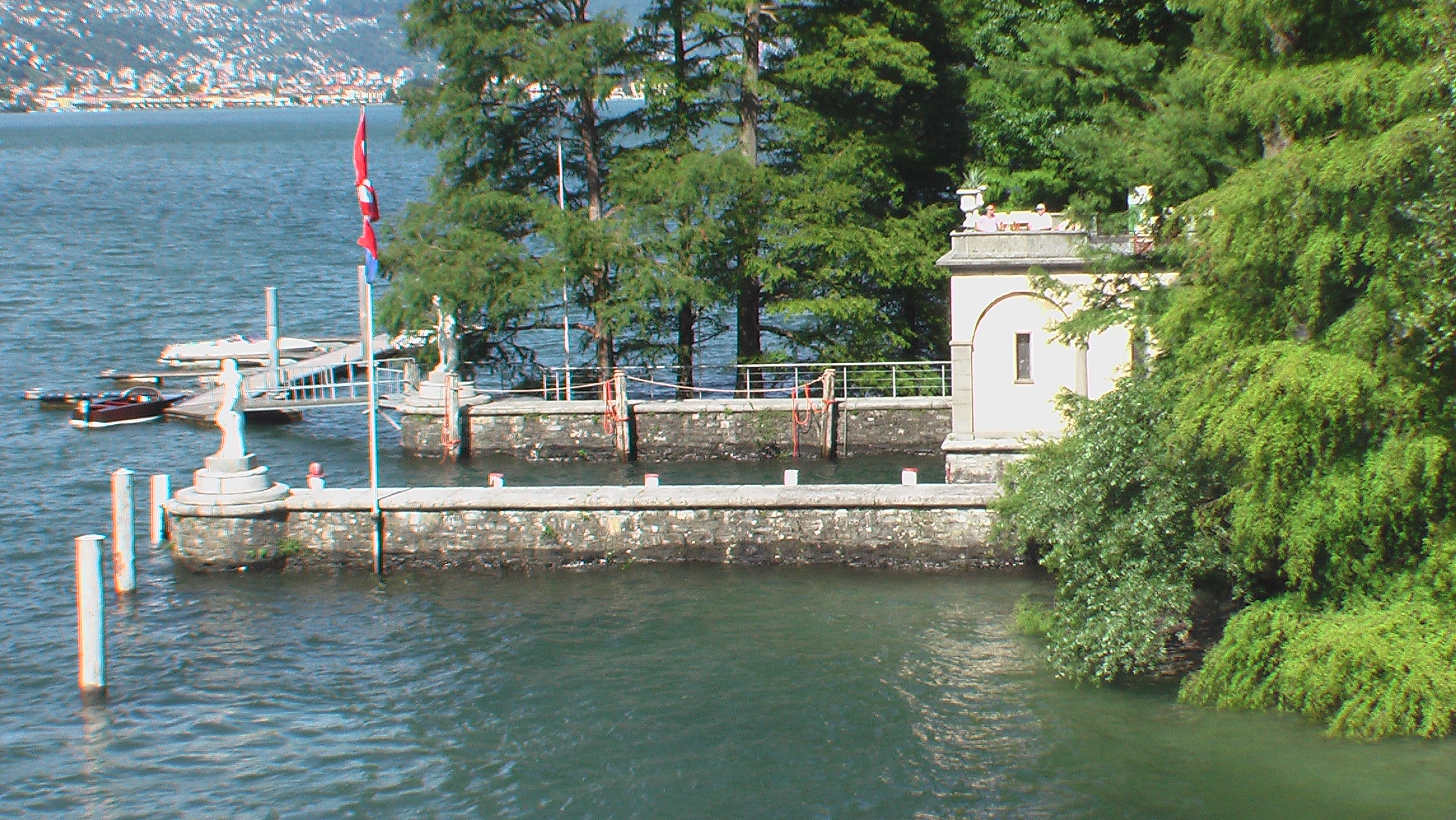
Anlegestelle
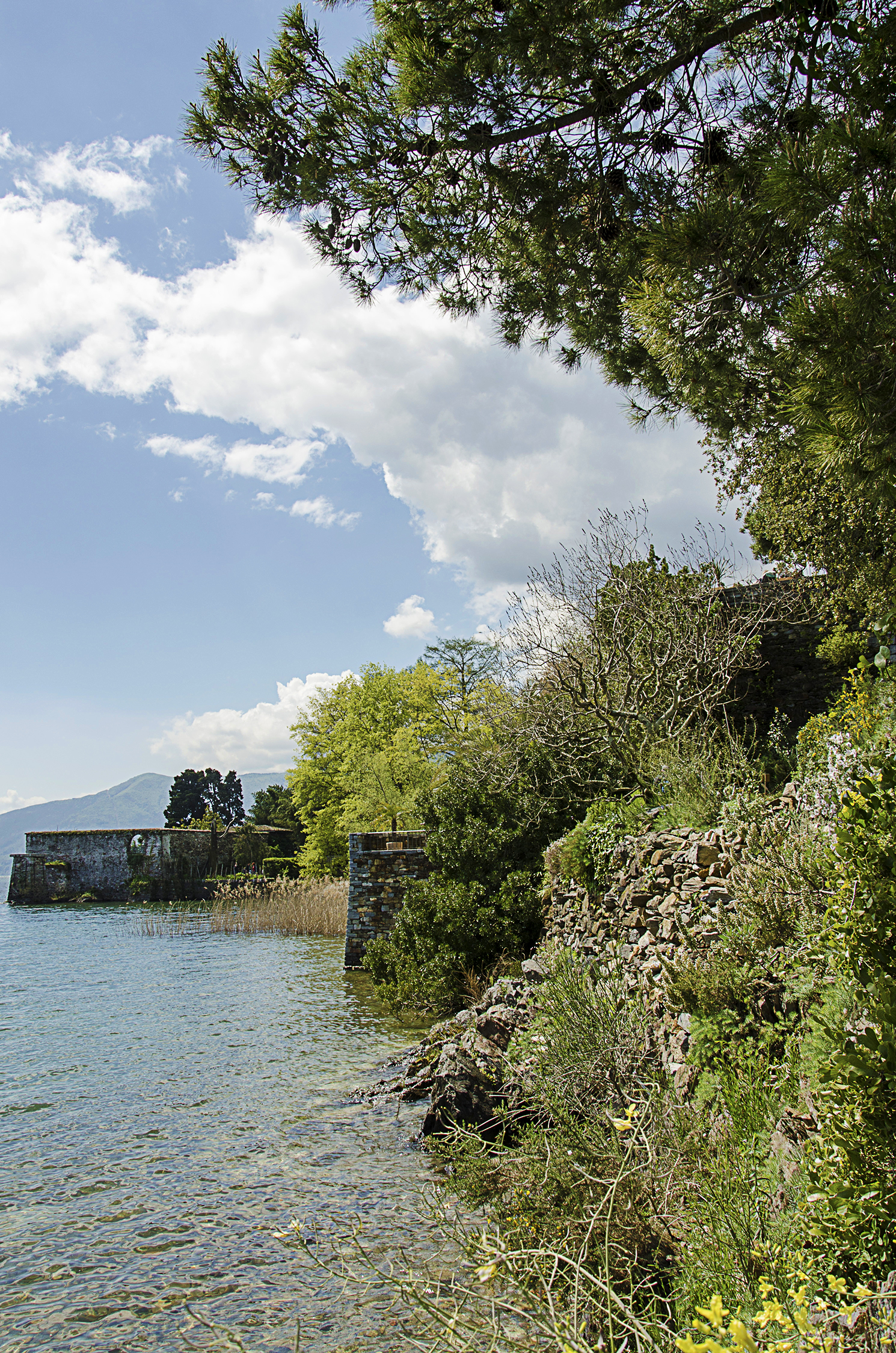
Isola Grande
Werner Friedli (Fotograf): Brissago-Inseln, historisches Luftbild (1950)